# Jesús Luis Ocaña Pernía
Jesús Luis Ocaña Pernía (Priego, Castella, 9 de juny de 1945 - Lo Mont de Marsan, Gascunya, 19 de maig de 1994) va ser un ciclista espanyol, la major fita del qual va ser la victòria en el Tour de França de 1973. Va destacar per ser un bon contrarellotgista i escalador. Va ser un dels majors rivals esportius d'Eddy Merckx, El Caníbal.

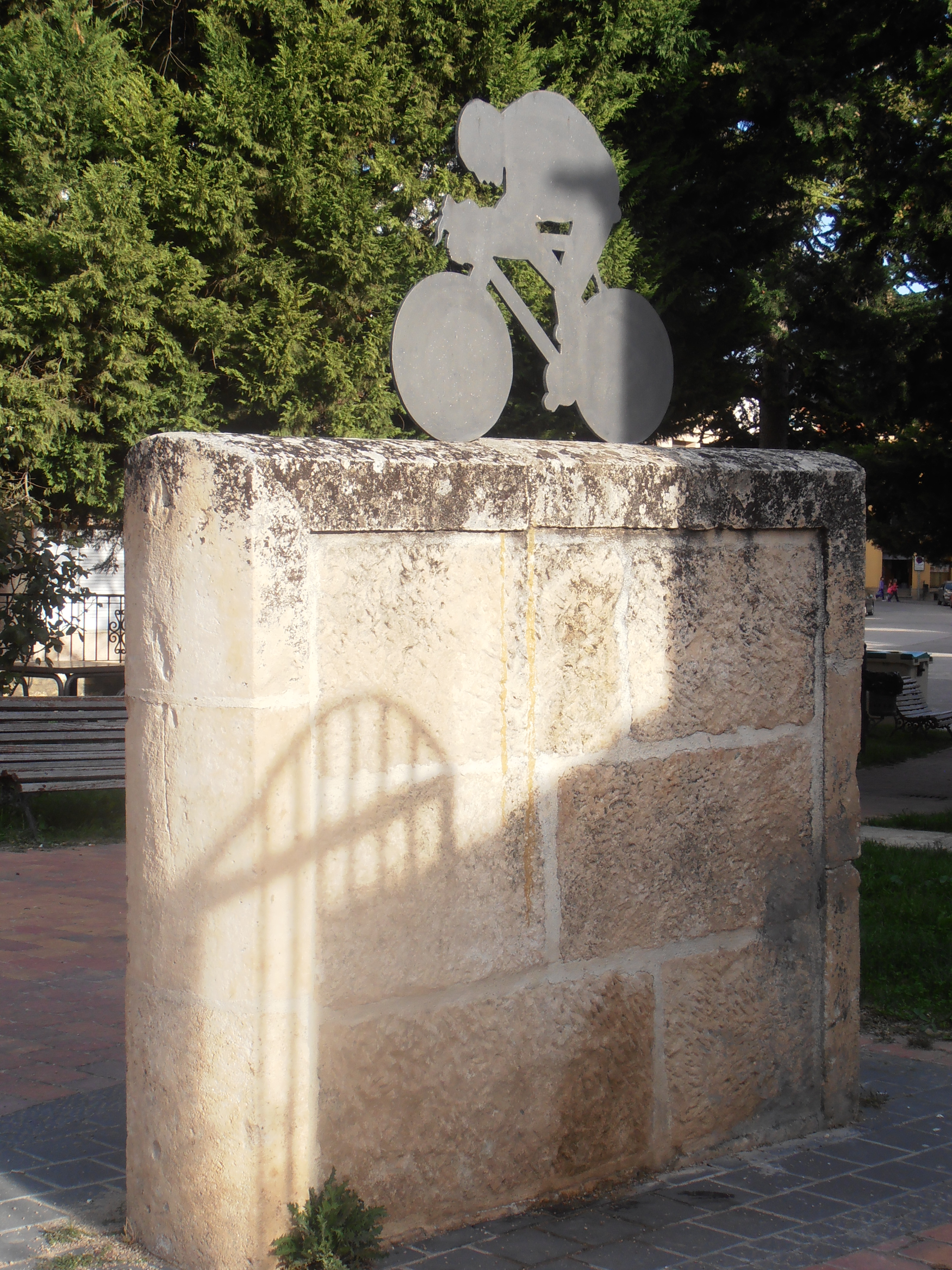
Monument a Priego del ciclista Luis Ocaña

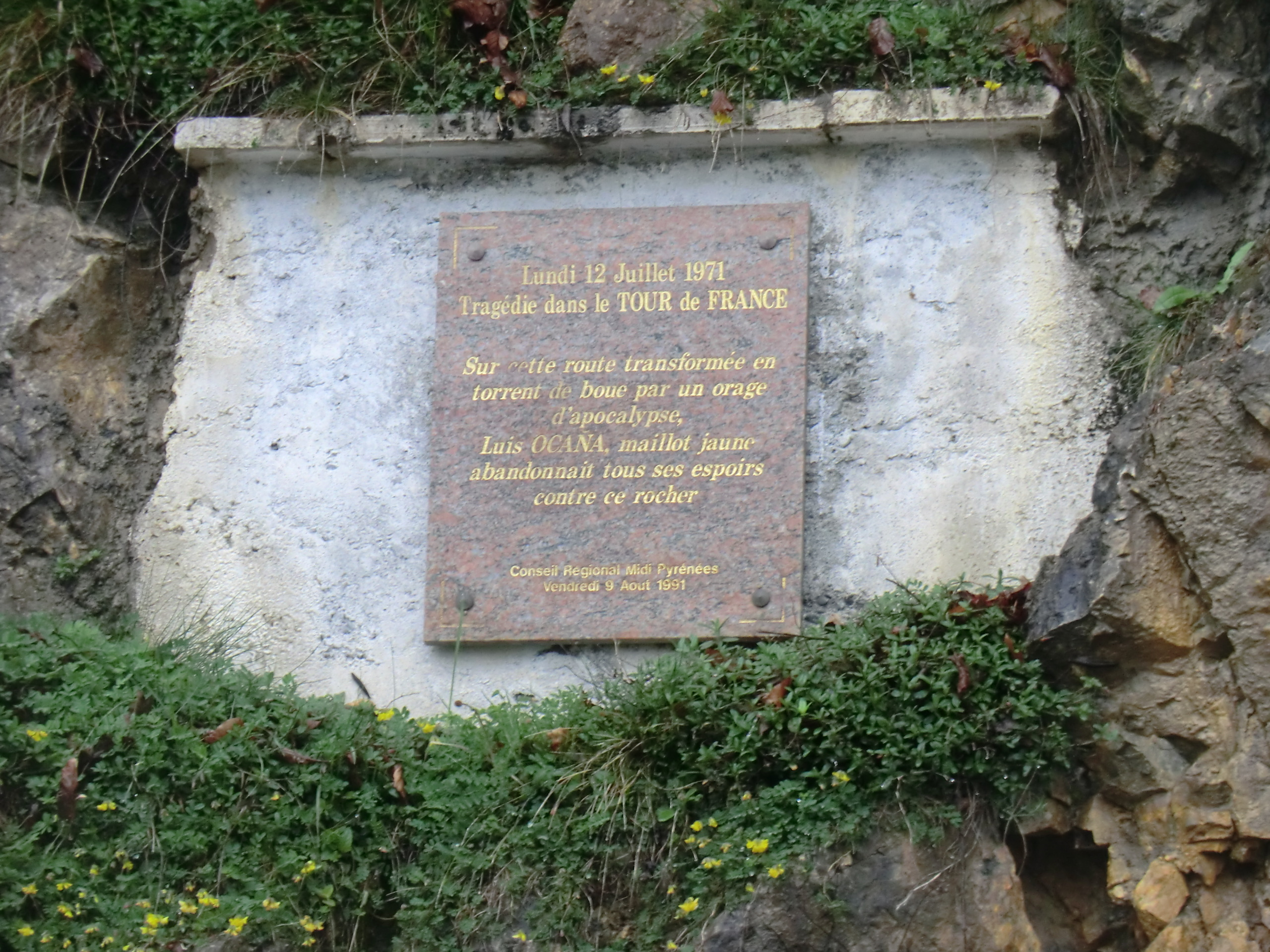
Placa al coll de Menté en record a Luis Ocaña per la caiguda patida al Tour de França de 1971.

Encara que nasqué a Espanya, des del 1957 va viure a Lo Mont de Marsan, localitat situada a la Gascunya, d'aquí que rebés el sobrenom de l'espanyol de Mont-Marsan. Va debutar com a professional l'any 1969, quedant segon a la Volta a Espanya. Un any després la guanyaria, quedant tercer el 1971 i novament segon el 1973 i 1976.
Després d'acabar en la posició 31 en el Tour de França del 1970, el 1971 va estar a punt d'evitar que Eddy Merckx guanyés el seu tercer Tour consecutiu. Liderant la prova amb un avantatge de set minuts sobre el ciclista belga, la segona setmana de la prova va caure durant el descens del Col de Menté juntament amb el mateix Merckx. En efecte, el ciclista belga va caure i Ocaña no el va poder evitar, de manera que va quedar a terra, on Joop Zoetemelk el va atropellar. Com a conseqüència de la topada, va ser evacuat en helicòpter i va haver d'abandonar. En record d'aquest fet, Eddy Merckx no va portar el mallot de líder l'endemà.
El 1972 el duel entre ambdós corredors va tornar a ser notícia, ja que els atacs mutus se succeïren. Malauradament, Ocaña s'hagué de retirar en l'etapa 15 per problemes de cor i bronquitis.
El 1973 finalment guanyà la prova, en què no va participar El Caníbal, amb un avantatge de 15 minuts sobre el segon classificat, Bernard Thevenet.
Un cop retirat del ciclisme, es va dedicar a la viticultura. El 1979 va tenir un accident de cotxe en què quasi va morir. El 1994 es va suïcidar d'un tir d'escopeta després d'un període de depressions i malalties (tenia hepatitis).

## Palmarès
- 1966
  - 1r a la Volta al Bidasoa
- 1967
  - 1r al Gran Premi de les Nacions amateur
- 1968
  -  Campió d'Espanya en carretera
  - 1r al Gran Premi de Llodio
  - Vencedor de 3 etapes de la Ruta del Sol
- 1969
  - 1r al Midi Libre
  - 1r a la Volta a la Rioja
  - 1r a la Setmana Catalana i vencedor d'una etapa
  - Vencedor de 3 etapes i del Gran Premi de la Muntanya de la Volta a Espanya
  - Vencedor d'una etapa de la Volta al País Basc
- 1970
  -  1r a la Volta a Espanya i vencedor de 2 etapes
  - 1r al Dauphiné Liberé
  - Vencedor d'una etapa del Tour de França
  - Vencedor d'una etapa de la Setmana Catalana
  - Vencedor d'una etapa de la Volta a Catalunya
- 1971
  - 1r a la Volta a Catalunya i vencedor d'una etapa
  - 1r a la Volta al País Basc i vencedor d'una etapa
  - 1r al Gran Premi de les Nacions
  - 1r a l'A través de Lausana i vencedor de 2 etapes
  - 1r al Gran Premi de Lugano
  - 1r al Trofeu Baracchi, amb Leif Mortensen
  - 1r a la Pujada a Arrate
  - 1r als Boucles de l'Aulne
  - Vencedor de 2 etapes del Tour de França
  - Vencedor d'una etapa de la Volta a Espanya
  - Vencedor d'una etapa de la Setmana Catalana
- 1972
  -  Campió d'Espanya en carretera
  - 1r a la Dauphiné Liberé i vencedor de 2 etapes
- 1973
  -  1r al Tour de França i vencedor de 6 etapes
  - 1r a la Dauphiné Liberé
  - 1r a la Setmana Catalana i vencedor d'una etapa
  - 1r a la Volta al País Basc i vencedor d'una etapa
  - 1r al Trofeu dels Escaladors
  - Vencedor d'una etapa de la Volta a Catalunya
- 1975
  - Vencedor d'una etapa de la Volta a Andalusia
  - Vencedor d'una etapa de la Volta a la Rioja
- 1977
  - 1r a la Pujada a Arrate
  - Vencedor d'una etapa al Tour del Mediterrani

### Resultats al Tour de França
- 1969. Abandona (8a etapa B)
- 1970. 31è de la classificació general. Vencedor d'una etapa
- 1971. Abandona (14a etapa). Vencedor de 2 etapes.  1r del Premi de la Combativitat.  Porta el mallot groc durant 3 etapes
- 1972. Abandona (15a etapa)
- 1973.  1r de la classificació general.  1r del Premi de la Combativitat. Vencedor de 6 etapes.  Porta el mallot groc durant 18 etapes
- 1975. Abandona (13a etapa)
- 1976. 14è de la classificació general
- 1977. 25è de la classificació general

### Resultats a la Volta a Espanya
- 1968. Abandona (12a etapa)
- 1969. 2n de la classificació general.  1r de la classificació de la muntanya. Vencedor de 4 etapes.  Porta el mallot groc durant 1 etapa
- 1970.  1r de la classificació general. Vencedor de 2 etapes.  Porta el mallot groc durant 5 etapes
- 1971. 3r de la classificació general. Vencedor d'una etapa
- 1973. 2n de la classificació general
- 1974. 4t de la classificació general
- 1975. 4t de la classificació general
- 1976. 2n de la classificació general
- 1977. 22è de la classificació general

### Resultats al Giro d'Itàlia
- 1968. 34è de la classificació general